# Zaborówek (Varsovie-ouest)
Pour les articles homonymes, voir Zaborówek.
Zaborówek [zabɔˈruvɛk] est un village polonais, situé dans la Powiat de Varsovie-ouest et dans la voïvodie de Mazovie dans le centre-est de la Pologne.
Il se situe à environ 2 kilomètres à l'est de Leszno, 14 kilomètres à l'ouest d'Ożarów Mazowiecki (chef-lieu) et à 27 kilomètres à l'ouest de Varsovie.
Le village a une population de 609 habitants en 2000.